# Otilia Cazimir
Otilia Cazimir (născută Alexandrina Gavrilescu; n. 12 februarie 1894, Cotu Vameș, Roman, România – d. 8 iunie 1967, Iași, România) a fost o scriitoare, poetă, traducătoare și publicistă română, supranumită poeta sufletelor simple, fiind cunoscută ca autoare de versuri pentru copii.
Otilia Cazimir este pseudonimul literar al poetei Alexandrina Gavrilescu. Pseudonimul, „dezagreat de ea”, i-a fost ales de scriitorul Mihail Sadoveanu și de criticul literar Garabet Ibrăileanu. Scriitoarei nu i-a plăcut deci noul nume: „Dați-mi voie să vă mărturisesc, după atâta amar de ani, că numele acesta, pe care totuși l-am purtat cu cinste, nu mi-a plăcut niciodată. N-am nimic în comun cu eroinele legendelor germane, iar cea dintâi Otilie pe care am întâlnit-o în viață, fetița cu care am stat în bancă în clasa primară, era proastă, grasă și buboasă ...”.
A folosit și alte pseudonime, precum Alexandra Casian, Ofelia, Magda, Dona Sol cu care a semnat în presă, mai ales, articolele „feministe”.

## Biografie
Alexandrina Gavrilescu a fost cel de-al cincilea copil al învățătorilor Ecaterina (n. Petrovici) și Gheorghe Gavrilescu. Și-a petrecut copilăria în satul natal, iar în anul 1898 familia sa se mută la Iași, „oraș în care va trăi întreaga viață” și unde urmează școala, liceul, apoi cursurile Facultății de Litere și Filosofie, dar fără a susține examenul de licență. A legat o frumoasă prietenie cu poetul George Topârceanu.
A debutat în anul 1912 în revista Viața românească, cu poezia „Noaptea”, iar debutul în proză a avut loc în anul 1919 în publicația Însemnări ieșene. Cel dintâi volum de poezii, Lumini și umbre,  i-a fost publicat în anul 1923,  la Editura „Viața Românească”, unde îl cunoaște pe George Topîrceanu, care era secretar de redacție. Prietenia lor evoluează într-o poveste de dragoste. Urmează volumul de versuri „Fluturi de noapte” ,  Editura „Cartea Românească”, 1927, carte premiată de Academia Română și de comitetul „Femina Vie-Heureuse” de la Paris, cu premiul Femina. Poetul Tudor Arghezi descrie poezia Otiliei Cazimir:  „O poezie de Otilia Cazimir e o batistă cu două picături de lămâiță: poeta o scoate dinlăuntrul mănușii, în care podul palmei zvâcnește ca o pasăre prinsă în liliac. Remedii pure pentru gemete adunate și pentru schițe de dureri”.
În 1942, publică mai multe volume de poezii, schițe și nivele și romanul „A murit Luchi”. A cultivat și literatura pentru copii ( „Baba Iarna intră-n sat”, 1954).
A colaborat cu publicațiile Însemnări ieșene, Adevărul literar și artistic, Lumea-bazar săptămânal , Bilete de papagal, Iașul nou, Iașul literar, Orizont, Gazeta literară, Cronica și altele.
Între anii 1937 - 1947 a fost inspector al teatrelor din Moldova, iar din anul 1946 devine colaboratoare permanentă a Editurii Cartea Rusă, unde stilizează traduceri din literatura rusă și sovietică.
A tradus din literatura franceză (Maupassant), rusă și sovietică (Gorki, Kuprin, Cehov, Fedin, Gaidar ș.a.).
A decedat în noaptea de 7 spre 8 iunie 1967 la ora 2:30, la Iași. A fost înmormântată în Cimitirul Eternitatea din Iași.

## Premii și distincții
- Premiul Academiei Române (1927)[14]
- Premiul francez Femina (1928)[14]
- Premiul Național pentru Literatură (1937)[14]
- Premiul Societatea Scriitorilor Români (1942)
- Ordinul Muncii cl. a II-a (1954)[14], cl. I (1964). [15]

### Distincții
- Ordinul Muncii clasa a II-a (30 decembrie 1957) „cu ocazia celei de a zecea aniversări a proclamării Republicii Populare Romîne și pentru merite deosebite în îndeplinirea sarcinilor date de Partidul Muncitoresc Romîn, pentru merite deosebite pe tărîmul construcției de stat, economice, sociale, culturale și obștești”.[16]

## Galerie imagini

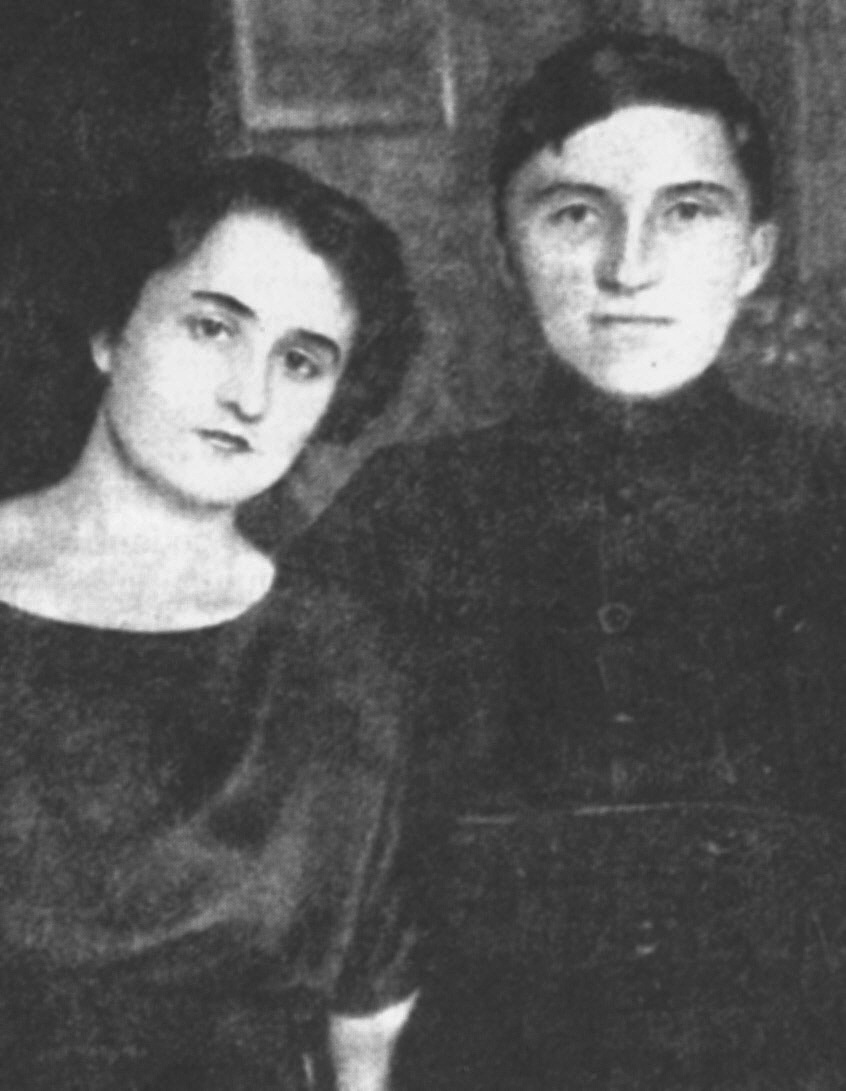
Otilia Cazimir și George Topîrceanu
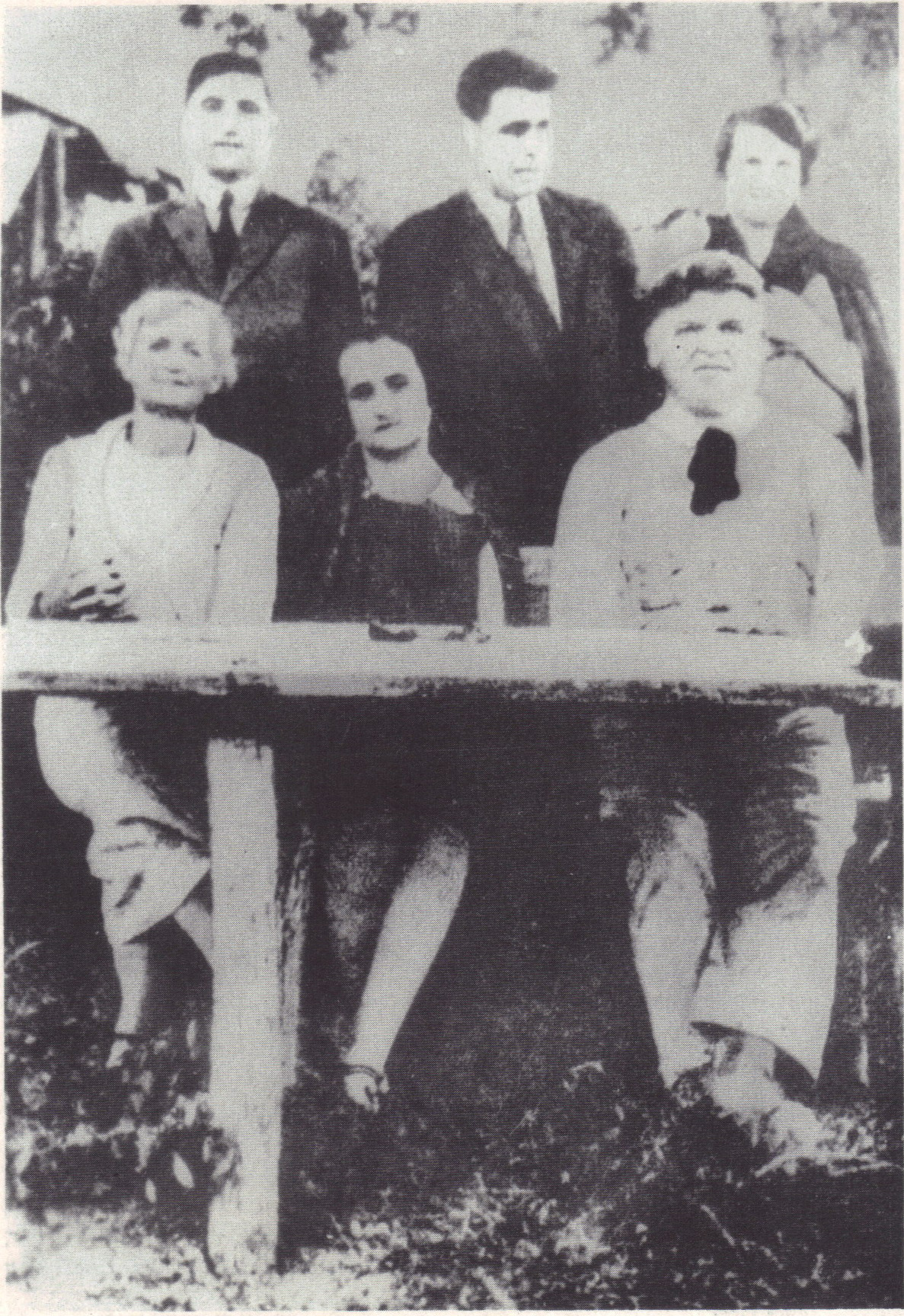
Otilia Cazimir între Mihail Sadoveanu și soția lui, Ecaterina, în grădina casei sadoveniene din Copou. În stânga sus este George Topîrceanu.
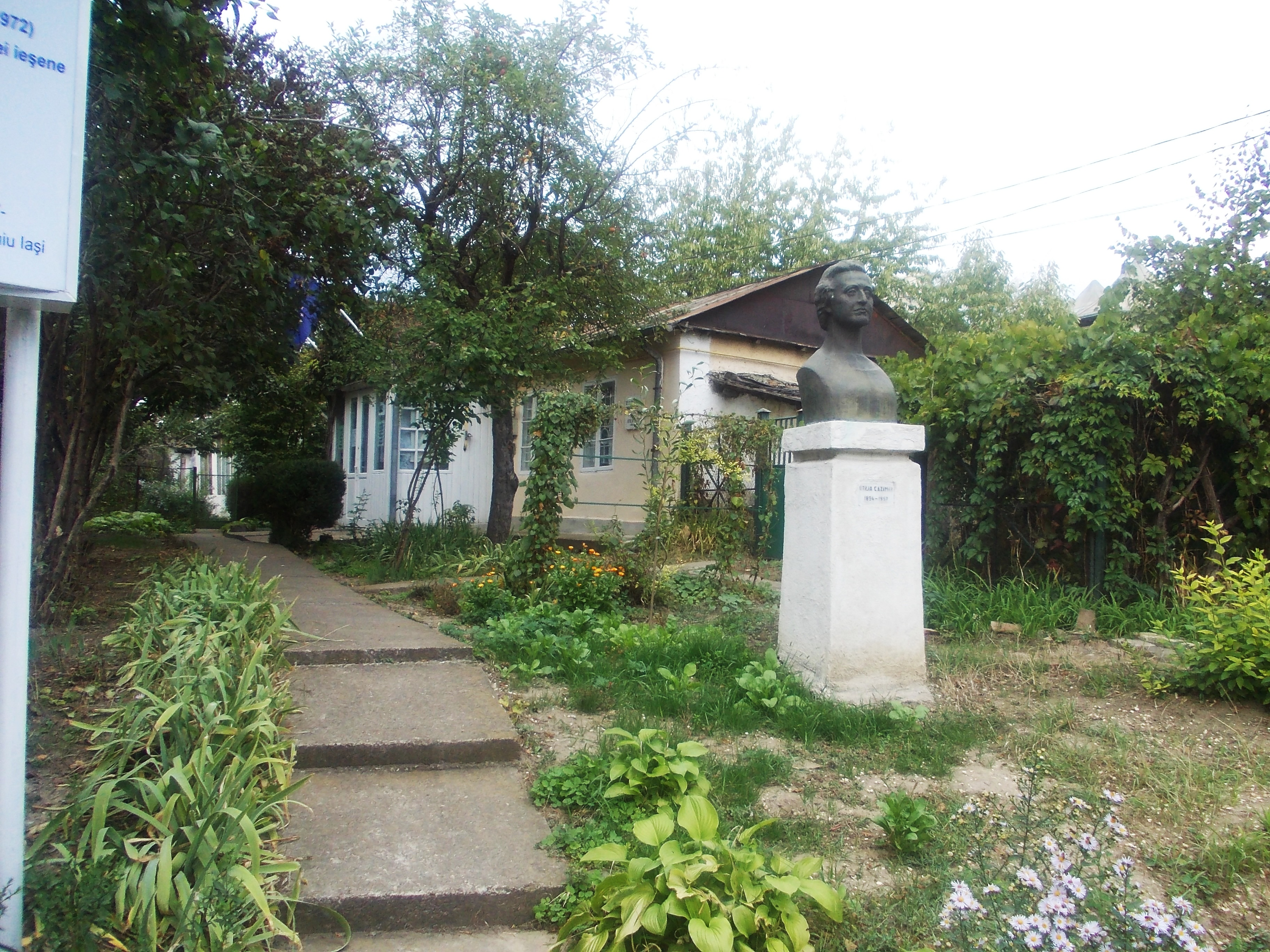
Casa memorială Otilia Cazimir din Iași

## In memoriam
În Iași se află Casa Memorială „Otilia Cazimir”, vizitată de cititori de toate vârstele. Casa Memorială este parte a rețelei muzeelor literare gestionată de Muzeul Național al Literaturii Române Iași. 

## Opera literară
Opera sa a fost rezumată în termenii următori: „lirică elegiacă, sentimentalistă și discret umoristică”.
George Călinescu afirmă: „Remarcabilă este Otilia Cazimir și în schițele în proză, mici instantanee, drame în miniatură [...] în același spirit evocator și discret umanitar ce străbate toată proza moldovenească între Sadoveanu, Hogaș și Ionel Teodoreanu.” Același critic literar scrie: „Simboliste sunt gările în care „nimeni nu coboară”. Marian Popa este cel care reține „versificarea sensibilității feminine [...] abandonată pentru versificarea realist socialistă rudimentară”.

### Poezii
- Lumini și umbre, Editura Viața Românească, Iași, 1923;
- Fluturi de noapte, Editura Cartea Românească, București, 1926;
- Cântec de comoară, Editura "Nationala" S. Ciornei, București, 1931;
- Jucării, București, 1938;
- Poezii, Fundația pentru literatură și artă „Regele Carol II”, București, 1939;
- Catinca și Catiușa, două fete din vecini (în colaborare cu Th. Kiriacoff-Suruceanu), Editura Cartea Rusă, București, 1947;
- Stăpânul lumii, Editura Cartea Rusă, București, 1947;
- Alb și negru (în colaborare cu Th. Kiriacoff-Suruceanu), Editura Cartea Rusă, București, 1949;
- Baba Iarna intră-n sat, Editura Tineretului, București, 1954;
- Poezii, Fundația pentru literatură și artă „Regele Carol II”, București, 1956;
- Versuri, prefață de Const. Ciopraga, Editura de Stat pentru Literatură si Artă, București, 1957;
- Poezii, București, 1959;
- Partidului de ziua lui, București, 1961;
- Poezii (1928-1963), prefață de Const. Ciopraga, București, Editura Tineretului, 1964;
- Cele mai frumoase poezii, prefață de Const. Ciopraga, București, Editura Tineretului, 1965;
- Poezii, Editura Ion Creangă,  București, 1975;
- Ariciul împărat, Editura Ion Creangă, 1985

### Proză
- Din întuneric. Fapte și întâmplări adevărate. (Din carnetul unei doctorese), Editura Cartea Românească, București, 1928;
- Grădina cu amintiri. Și alte schițe, Editura Cartea Românească, București, 1929;
- Licurici. Cronici fantastice și umoristice, Editura Cartea Românească, București, 1930;
- În târgușorul dintre vii, Editura Librăriei Universala Alcalay, București, 1939;
- A murit Luchi..., Fundația Regală pentru Literatură si Artă, București, 1942;
- Prietenii mei, scriitori..., E.S.P.L.A., București, 1960;
- Albumul cu poze, I-II, București, 1957-1967;
- Scrieri în proză, Editura Junimea, Iași,  1971-1972, 2 volume;

### Varia
- Unchiul din America (vodevil), Iași, 1924;
- Carte de citire pentru clasa IV-a primară, Craiova, 1937
- Inscripții pe marginea anilor, articole, ed. îngrijită și prefață de George Sanda, Iași, 1973;
- Scrieri despre teatru, îngrijită și prefață de George Sanda, Editura Junimea, Iași, 1978.

## În alte limbi
- Megérkezett Télapó (Baba Iarna intră-n sat), traducere în limba maghiară de Fényi István, Ifjúsági Könyvkiadó, Bukarest, 1964.[20]

### Traduceri
- M. Bulatov - Gâște călătoare, București, 1948;
- K.D. Ușinski - Baba iarna face pozne, București, 1948 (în colaborare cu Eugen Vinea);
- A.I. Kuprin - Sulamita, București, 1948;
- Maxim Gorki - Întreprinderile Artamonov, București, 1949 (în colaborare cu Mihail Baras);
- Lev Kassil - Sub semnul lui Marte, București, 1949 (în colaborare cu Xenia Stroe);
- S. Marșak - Puișorii în cușcă, Oradea, 1949 (în colaborare cu Andrei Ivanovski);
- Vera Panova - Tovarăși de drum, București, 1949;
- Mihail Bubennov - „Mesteacăn alb”, I-II, București, 1949-1954 (în colaborare cu Eugen Vinea);
- M. Auezov - Abai: roman-epopee, București, 1950 (în colaborare cu Andrei Ivanovski);
- K.A. Fedin - O vară neobișnuită, București, 1950 (în colaborare cu Tatiana Berindei); Primele bucurii, București, 1951 (în colaborare cu Tatiana Berindei); Sanatoriul Arktur, București, 1964;
- Galina Nikolaeva - Secerișul, București, 1951 (în colaborare cu Nicolae Gumă); Povestea Nastei Kovșova, București, 1955 (în colaborare cu Nicolae Gumă);
- Mihail Slonimski - Inginerii, București, 1951 (în colaborare cu St. Siclodi);
- Valentin Kataev - Pentru puterea sovietelor, București, 1954 (în colaborare cu Nicolae Gumă); Livada din stepă, București, 1959 (în colaborare cu Nicolae Gumă);
- A.N. Tolstoi - Calvarul, București, 1954 (în colaborare cu Gh. C. Stere);
- A.P. Gaidar - Opere, I-III, București, 1955 (în colaborare cu Nicolae Gumă); Timur și băieții lui, București, 1955 (în colaborare cu Nicolae Gumă); Poveste despre secretul militar : Despre Malciș-Kabalciș și cuvîntul său de onoare, București, 1956 (în colaborare cu N. Gumă); Ceașca albastră, București, 1956 (în colaborare cu Nicolae Gumă); Ciuk și Ghek, București, 1956 (în colaborare cu Nicolae Gumă); Școala, București, 1960 (în colaborare cu Nicolae Gumă); Piatra cea fierbinte, București, 1961; (în colaborare cu Nicolae Gumă); Comandantul cetății de zăpadă (în colaborare cu Nicolae Gumă);
- Leonid Leonov - Lăcustele, București, 1957 (în colaborare cu Nicolae Gumă);
- Serghei Mihalkov - Unchiul Stiopa, București, 1956;
- M. Postupalskaia - Aur curat, București, 1956 (în colaborare cu Nicolae Gumă);
- Arthur Conan Doyle - O lume dispărută, București, 1958 (în colaborare cu Rodica Nenciulescu);
- A.P. Cehov - Opere, VI, VII, XII, București, 1957-1963 (în colaborare cu Nicolae Gumă);
- V.G. Korolenko - Povestea unui contemporan, București, 1958 (în colaborare cu Nicolae Gumă);
- E. Voynich - Tăunul, București, Editura Tineretului, 1961;
- Guy de Maupassant - O viață, București, 1961; Opere, București, 1966 (în colaborare cu R. Malcoci și Lucia Demetrius);
- Božena Němcová - Vârtelnița de aur - București, 1967 (în colaborare cu Livia Storescu și Ionescu-Nișcov).